# سبستان أجرد
سبستان أجرد (الاسم العلمي:Cordia glabrata) هو نوع من النباتات يتبع جنس السبستان من الفصيلة الحمحمية.